# Cochleoceps bassensis
Cochleoceps bassensis är en fiskart som beskrevs av Hutchins, 1983. Cochleoceps bassensis ingår i släktet Cochleoceps och familjen dubbelsugarfiskar. Inga underarter finns listade i Catalogue of Life.